# Vale (przedsiębiorstwo)
Vale S.A. – brazylijskie przedsiębiorstwo branży wydobywczej specjalizujące się w wydobyciu metali, jeden z największych wydobywców żelaza i niklu na świecie, z siedzibą w Rio de Janeiro. Jest to spółka publiczna, której akcje notowane są na brazylijskiej giełdzie papierów wartościowych B3 oraz na hiszpańskiej Latibex, a kwity depozytowe na giełdzie w Nowym Jorku (NYSE). Dawniej przedsiębiorstwo państwowe; rząd Brazylii pozostaje w posiadaniu złotych akcji z prawem weta w strategicznych kwestiach.
W 2023 roku przedsiębiorstwo zajęło 139. pozycję w publikowanym przez Forbesa rankingu największych spółek publicznych świata Global 2000 (3. pozycję wśród przedsiębiorstw brazylijskich).

## Działalność
W 2023 roku podstawę działalności przedsiębiorstwa stanowiło wydobycie rudy żelaza w ośmiu kopalniach na terenie Brazylii, produkcja granulatu na jej bazie (wykorzystywanego do produkcji stali) w ośmiu zakładach w Brazylii i dwóch w Omanie, a także wydobycie niklu w kopalniach na terenie Kanady, Indonezji i Brazylii oraz jej obróbka w zakładach w Wielkiej Brytanii i Japonii. Na mniejszą skalę Vale prowadzi wydobycie miedzi na terenie Brazylii i Kanady. Produktami ubocznymi uzyskiwanymi w mniejszych ilościach w procesie wydobycia wymienionych rud są także platyna, pallad, złoto, srebro i kobalt.
Spółka prowadzi również towarowy transport kolejowy na terenie Brazylii oraz zarządza kilkoma portami morskimi w Brazylii, Indonezji i Kanadzie, na potrzeby własne oraz innych kontrahentów. Zaangażowane jest również w produkcję energii elektrycznej, głównie na potrzeby własne; jest współwłaścicielem kilkunastu elektrowni wodnych oraz innego rodzaju na terenie Brazylii.
W 2022 roku przedsiębiorstwo uzyskało przychód w wysokości 43,8 mld USD – 64% pochodziło z wydobycia żelaza, 14% z produkcji granulatu rudy żelaza, 15% z wydobycia niklu, 4% z wydobycia miedzi, a pozostałych 2% z innych źródeł. Głównymi rynkami zbytu były Chiny (50,6% uzyskanego przychodu), Brazylia (9,4%) oraz Japonia (8,1%). Zysk netto wyniósł 18,9 mld USD. Przedsiębiorstwo zatrudniało 64 516 pracowników, z czego 53 341 na terenie Brazylii.

## Historia
Przedsiębiorstwo zostało założone pod nazwą Companhia Vale do Rio Doce („Kompania Doliny Rzeki Doce”) w 1942 roku, w okresie intensywnej industrializacji kraju, na mocy dekretu prezydenta Getúlio Vargasa. Było to przedsiębiorstwo państwowe, a jego działalność ograniczała się pierwotnie do wydobycia żelaza. W 1997 roku przeprowadzono jego prywatyzację.
W latach 2015 i 2019 w dwóch kopalniach należących do Vale – w Bento Rodrigues oraz Brumadinho – doszło do katastrofalnych w skutkach przerwań tam odgradzających składowiska odpadów przeróbczych. Oba wydarzenia należały do największych katastrof w historii Brazylii (odpowiednio 19 i 270 ofiar śmiertelnych, daleko idące skażenie środowiska). Spółka Vale oraz członkowie kadry zarządzającej zostali oskarżeni o zaniedbania, które się do nich przyczyniły.